# Demoutsanata
Demoutsanata  este un oraș în Grecia în prefectura Kefalonia.